# Admete watanabei
Espèce
Admete watanabei est une espèce d'escargots de mer, des mollusques gastéropodes marins de la famille des Cancellariidae.

## Systématique
L'espèce Admete watanabei a été décrite en 1962 par le paléontologue et malacologiste japonais Tokio Shikama (d) (1912-1978), qui l'a collectée au large de Chōshi (préfecture de Chiba, Japon).

## Description
La coquille pousse jusqu'à une longueur de 18 mm. L'auteur indique dans sa publication de 1962 qu'il s'agit d'une espèce rare.

## Habitat
Cette espèce marine est présente au large du Japon.

## Publication originale
- (en) T. Shikama, « On Some Noteworthy Shells from off Choshi, Chiba Prefecture », Science reports of the Yokohama National University. Section II, Biological and geological sciences, 横浜国大, vol. 8,‎ 30 mars 1962, p. 29-56 (ISSN 0513-5613, lire en ligne).